# Tschadan
Tschadan (russisch Чадан; tuwinisch Чадаана, Tschadaana) ist eine Stadt in der autonomen Republik Tuwa (Südsibirien, Russland) mit 9035 Einwohnern (Stand 14. Oktober 2010).

## Geografie
Die Stadt liegt im Tuwinischen Becken zwischen Westsajan und Tannu-ola-Gebirge, etwa 225 km westlich der Republikshauptstadt Kysyl, am Fluss Tschadan, einem rechten Nebenfluss des in den Jenissei mündenden Chemtschik. Das Klima ist hochkontinental.
Die Stadt Tschadan ist Verwaltungszentrum des Koschuun (Rajons) Dsun-Chemtschik.
Tschadan liegt an der Straße A162 Kysyl–Ak-Dowurak.

## Geschichte
Eine Siedlung an Stelle der heutigen Stadt Tschadan ist seit 1873 bekannt. 1945, nach der Angliederung Tuwas an die Sowjetunion, erhielt der Ort Stadtrecht. Tschadan bezeichnet auf Tuwinisch niedrigwüchsiges Buschland.

### Bevölkerungsentwicklung
| Jahr | Einwohner |
| ---- | --------- |
| 1959 | 4.709     |
| 1970 | 7.589     |
| 1979 | 8.985     |
| 1989 | 10.775    |
| 2002 | 9.454     |
| 2010 | 9.035     |
| 2020 | 9.351     |

Anmerkung: Volkszählungsdaten

## Kultur und Sehenswürdigkeiten
In Tschadan gibt es ein kleines Heimatmuseum mit den Schwerpunkten Ethnographie und Ortsgeschichte.
Im Ort wird alljährlich das Weltmusik-Festival Ustuu-Churee (Устуу-Хурээ) durchgeführt, benannt nach dem gleichnamigen nahe gelegenen buddhistischen Kloster, welches zu Beginn des 20. Jahrhunderts errichtet und zu Sowjetzeiten zerstört wurde, aber wieder aufgebaut werden soll.

## Wirtschaft
In Ortsnähe wird im Tagebau Cholbodscha (Холбоджинский разрез) Steinkohle gefördert. 

## Söhne und Töchter der Stadt
- Sergei Schoigu (* 1955), russischer Politiker und Armeegeneral, seit 2012 Verteidigungsminister
- Opan Sat (* 1987), russischer, danach türkischer Ringer und dreifacher Europameister
- Nurislam Sanajew (* 1991), kasachischer Ringer und Olympiadritter